# Ouled Gacem
Ouled Gacem est une commune de la wilaya d'Oum El-Bouaghi en Algérie.

## Géographie

### Localités de la commune
La commune de Ouled Gacem est composée de huit (8)  localités:
- Tinanselt
- Tikhoubaï
- Touchant
- Bir Ogla
- Lekbira Kouachia
- Zezou
- Lemaaz
- Aïn Bazem